# John Sladek
John Thomas Sladek (Waverly, 15 dicembre 1937 – Minneapolis, 10 marzo 2000) è stato uno scrittore statunitense di fantascienza e gialli.
Nacque e visse nel Minnesota, si trasferì in Inghilterra nel 1960 dove partecipò alla New Wave. Il suo primo romanzo, Il sistema riproduttivo, fu pubblicato a Londra dalla Gollancz. Tornato nel Minnesota nel 1986, morì per fibrosi polmonare nel 2000. Usò anche numerosissimi pseudonimi, tra i quali Cassandra Knye e Thom Demijohn (entrambi insieme a Thomas Disch).

## Opere

### Romanzi di fantascienza
- 1968, Il sistema riproduttivo (in Inghilterra The Reproductive System; in America Mechasm), edito dalla casa editrice Perseo libri e poi nella collana Urania Classici con il numero 164.
- 1970, The Müller-Fokker Effect
- 1980, Roderick, or The Education of a Young Machine
- 1983, Roderick at Random
- 1983, Robot fuorilegge (Tik-Tok), edito nella collana Urania con il numero 999.
- 1989, Bugs (Bugs), edito nella collana Urania con il numero 1268.
- 1990, Blood and Gingerbread

### Racconti di fantascienza
- A Report on the Migration of Educational Materials, 1968 (Rapporto sulle migrazioni di materiale didattico, in "Il passo dell'Ignoto", Mondadori, 1973)

### Romanzi gialli
- 1974, Il mistero dello scarabeo scomparso (Black Aura), edito nel 1995 nella collana Il Giallo Mondadori con il numero 2422.
- 1977, L'invisibile Signor Green (Invisible Green), edito nel 1979 nella collana Il Giallo Mondadori con il numero 1601 e nei Classici del Giallo con il numero 892.
- 1984, The Book of Clues

### Romanzi scritti con uno pseudonimo
- 1966, The House that Fear Built (come Cassandra Knye, con Thomas Disch)
- 1967, The Castle and the Key (come Cassandra Knye, con Thomas Disch)
- 1968, Black Alice (come Thom Demijohn, con Thomas Disch)